# Kotochalia junodi
Kotochalia junodi là một loài côn trùng trong họ Psychidae. Loài này được Heylaerts miêu tả khoa học đầu tiên.
Đây là loài gây hại của cây Acacia mearnsi, phát triển phổ biến ở Nam Phi.